# Erdnüsse
Die Erdnüsse (Arachis) sind eine Pflanzengattung in der Unterfamilie der Schmetterlingsblütler (Faboideae) innerhalb der Familie der Hülsenfrüchtler (Fabaceae). Die etwa 80 Arten sind nur in der Neotropis beheimatet. Neben der weltweit genutzten Art Erdnuss (Arachis hypogaea) werden auch wenige andere Arten angebaut.

## Beschreibung

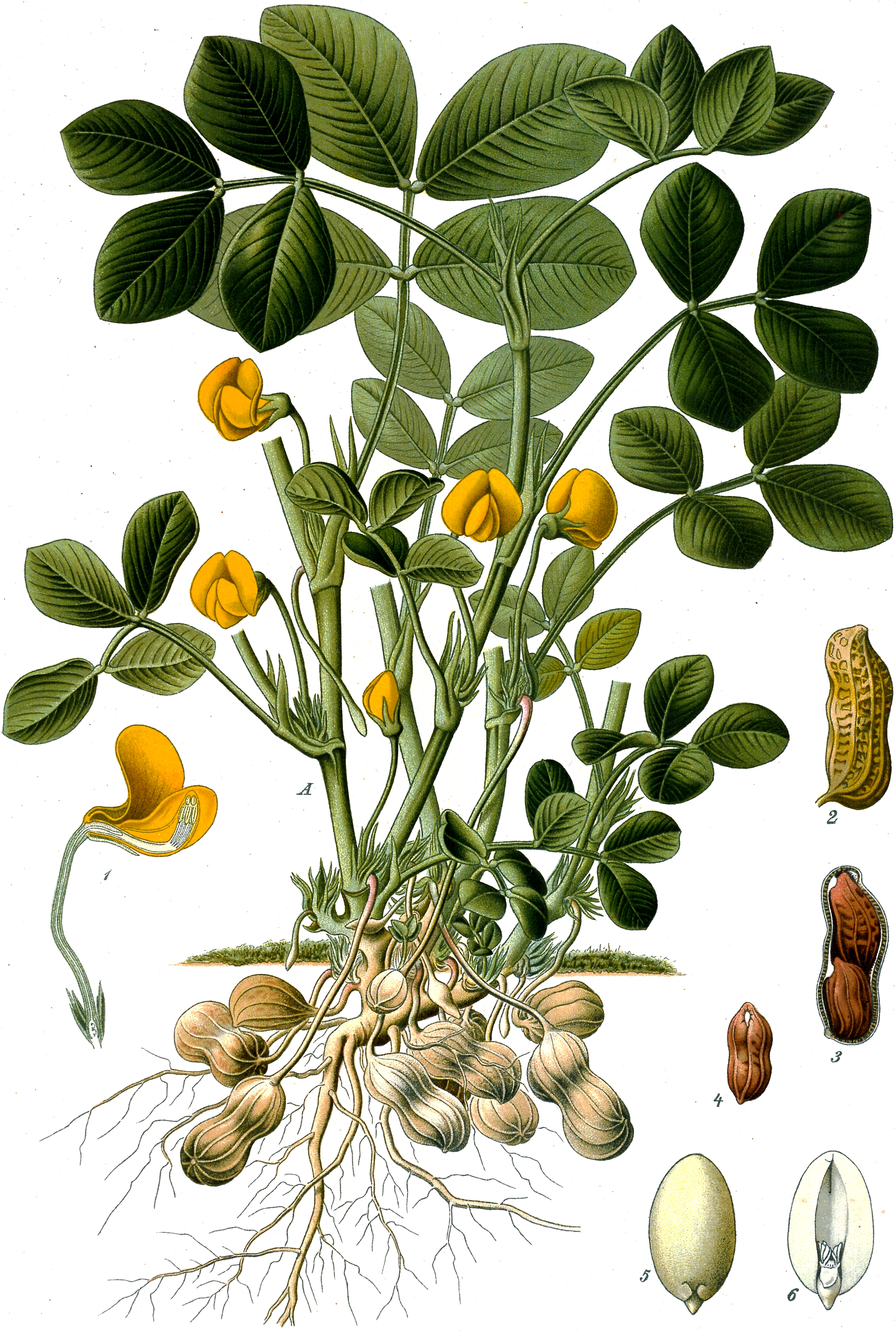
Illustration der Erdnuss (Arachis hypogaea)

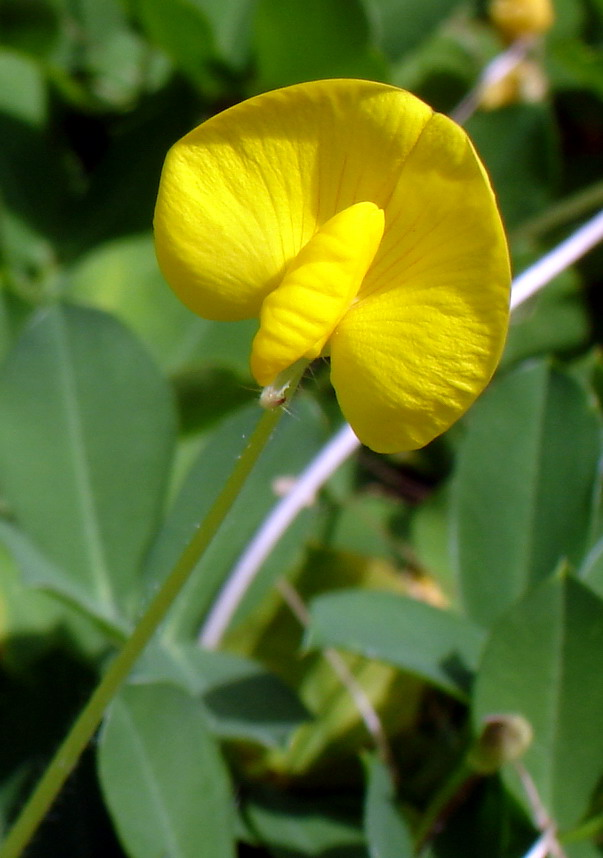
Blüte von Arachis glabrata

### Erscheinungsbild und Blätter
Die Arachis-Arten wachsen als einjährige bis ausdauernde krautige Pflanzen. Der Stängel ist selbständig aufrecht bis kriechend.
Die wechselständig angeordneten Laubblätter sind in Blattstiel und Blattspreite gegliedert. Die paarig gefiederte Blattspreite besitzt meist zwei Paare sich an der Rhachis gegenständig gegenüberstehende fast sitzende Fiederblättchen. Die großen, häutigen Nebenblätter sind teilweise mit dem Blattstiel verwachsen, Nebenblätter der Fiederblättchen sind keine vorhanden.

### Generative Merkmale
Die seitenständigen, ährigen Blütenstände können zwei bis sieben Blüten enthalten, aber meist sind sie bis auf eine Blüte reduziert. Die Tragblätter sind häutig, wobei das unterste zwei Spitzen aufweist.
Die mehr oder weniger ungestielten, zwittrigen Blüten sind zygomorph und fünfzählig mit doppelter Blütenhülle. Von den fünf häutigen, schmalen Kelchblätter sind vier verwachsen und das fünfte ist frei; sie vergrößern sich bis zur Fruchtbildung. Die Krone besitzt den typischen Aufbau der Schmetterlingsblütler. Die fünf Kronblätter sind gelb, manchmal mit roten Streifen. Die Fahne ist fast kreisförmig und an der Basis nur kurz genagelt. Die zwei freien Flügel sind länglich und geöhrt. Das Schiffchen ist geschnäbelt und nach innen eingebogen. Von den ursprünglich zehn Staubblättern fehlen oft ein oder zwei. Alle Staubfäden sind untereinander verwachsen. Es gibt zwei Formen bei den Staubbeuteln, lange und kurze wechseln sich ab. Das einzelne fast sitzende Fruchtblatt besitzt meist zwei oder drei, selten bis zu sechs Samenanlagen. Die „Gynophor“ genannte Basis des Fruchtblattes verlängert und krümmt sich nach der Befruchtung – so gelangt die Frucht unter die Erde. Der schnell vergängliche, sehr lange, dünne Griffel endet in einer winzigen Narbe.

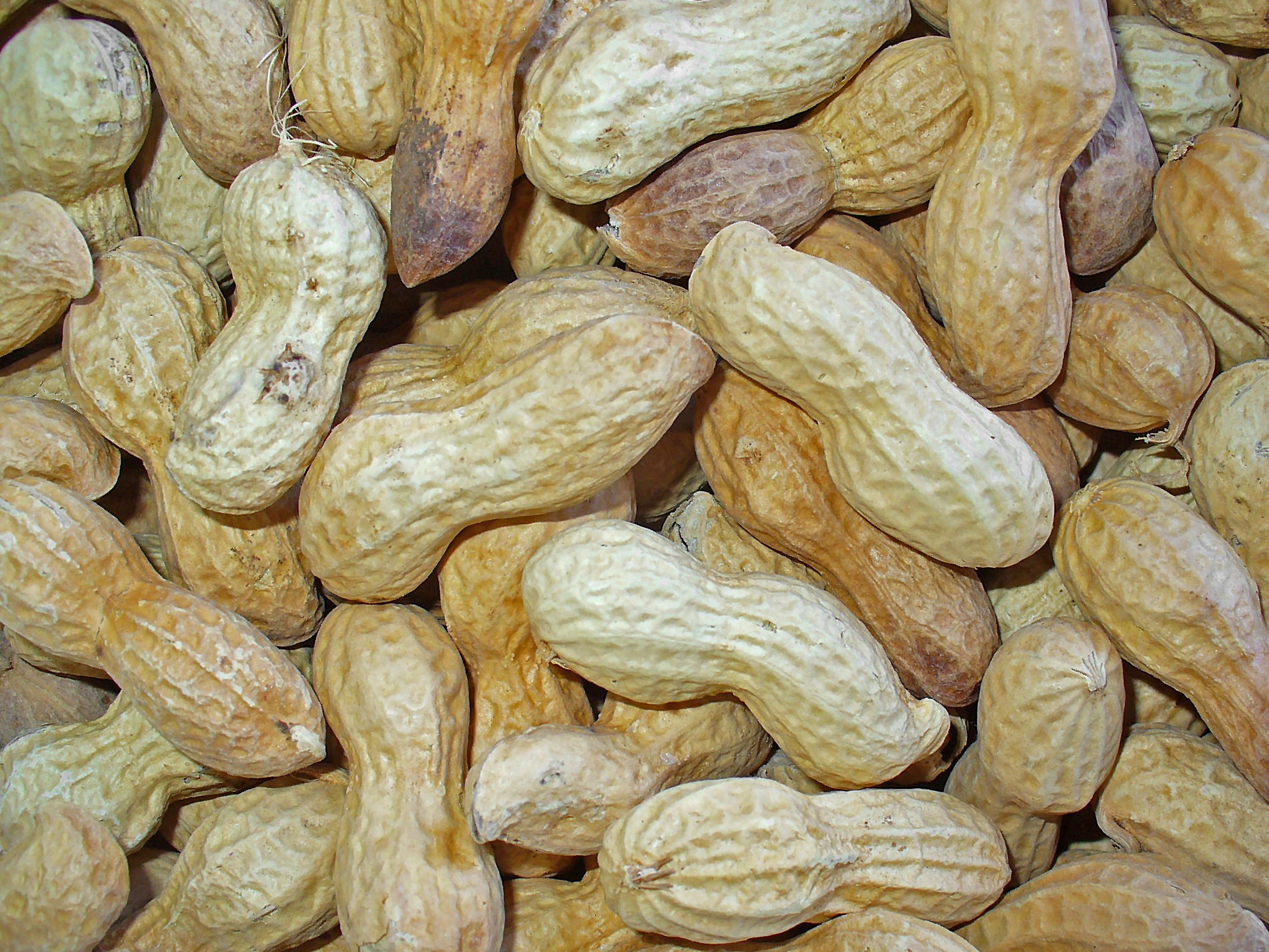
Die bekannte Hülsenfrucht der Erdnuss (Arachis hypogaea)

Die länglichen Hülsenfrüchte enthalten einen bis fünf, selten bis zu sechs Samen und sind zwischen ihnen etwas eingeschnürt. Diese unterirdischen Hülsenfrüchte öffnen sich nicht selbstständig. Die dicken Fruchtwände besitzen eine netzartige Oberfläche. Der eiförmige oder längliche Same besitzt zwei reichlich ölhaltige Keimblätter (Kotyledonen).
Bei Arachis betragen die Chromosomenzahlen bei den diploiden Arten 2n = 20 und den tetraploiden Arten 2n = 40.

## Verbreitung
Das ursprüngliche Verbreitungsgebiet der etwa 80 Arten liegt hauptsächlich im östlichen bis zentralen Südamerika, reicht aber südlich bis Paraguay und Uruguay.

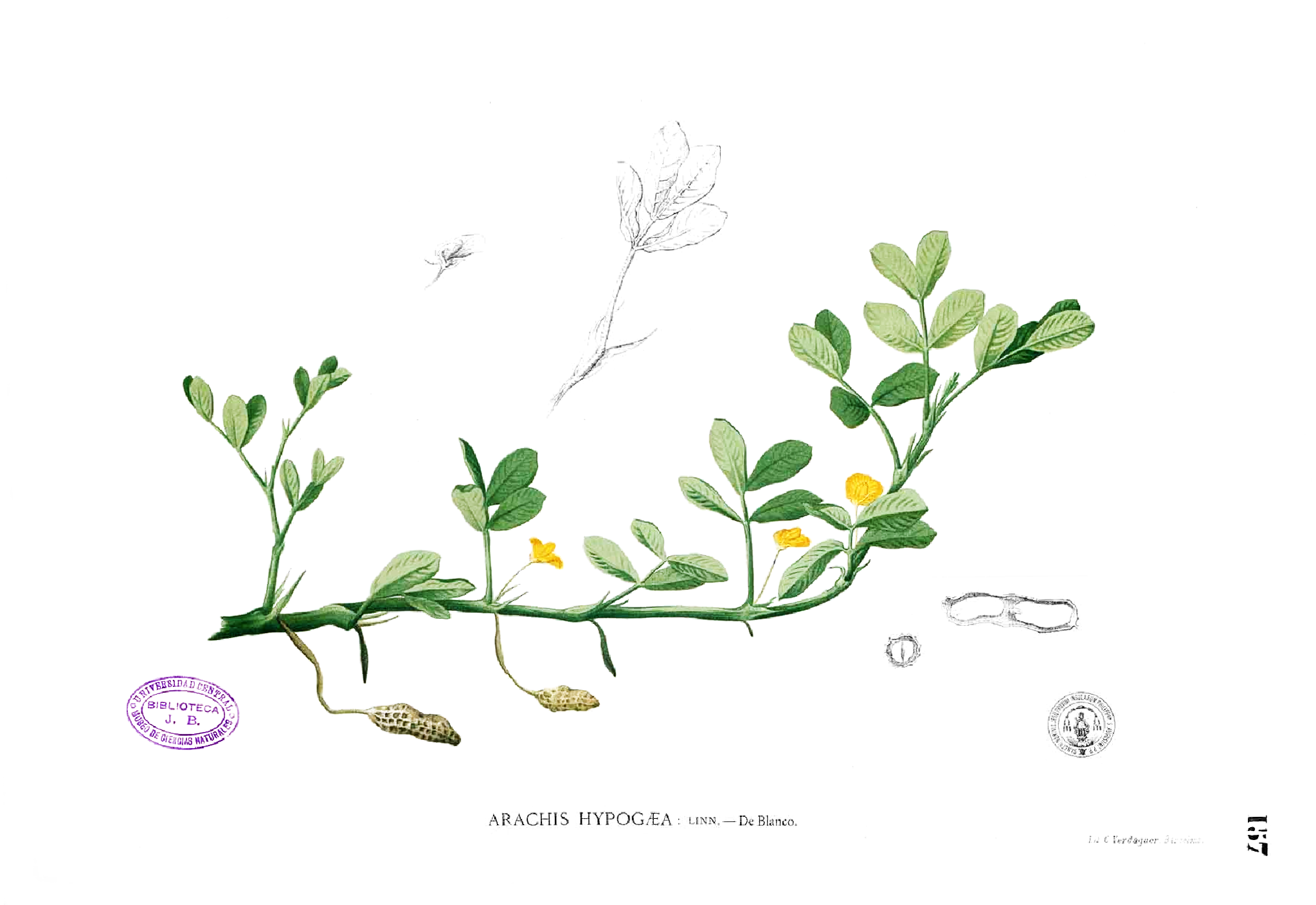
Sektion Arachis: Die Erdnuss (Arachis hypogaea), Illustration aus Francisco Manuel Blanco: Flora de Filipinas

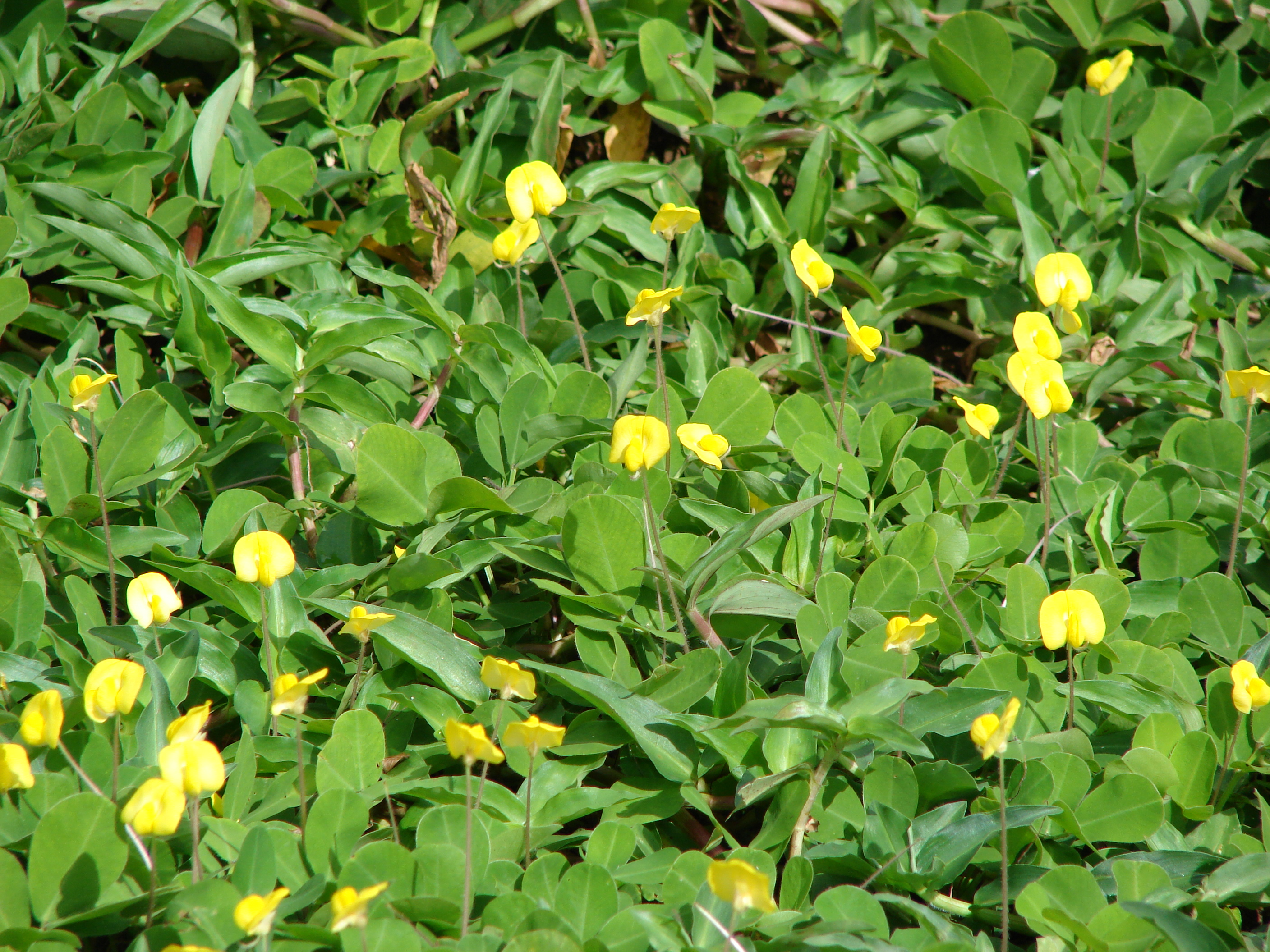
Sektion Caulorrhizae: Habitus, Laubblätter und Blüten von Arachis pintoi

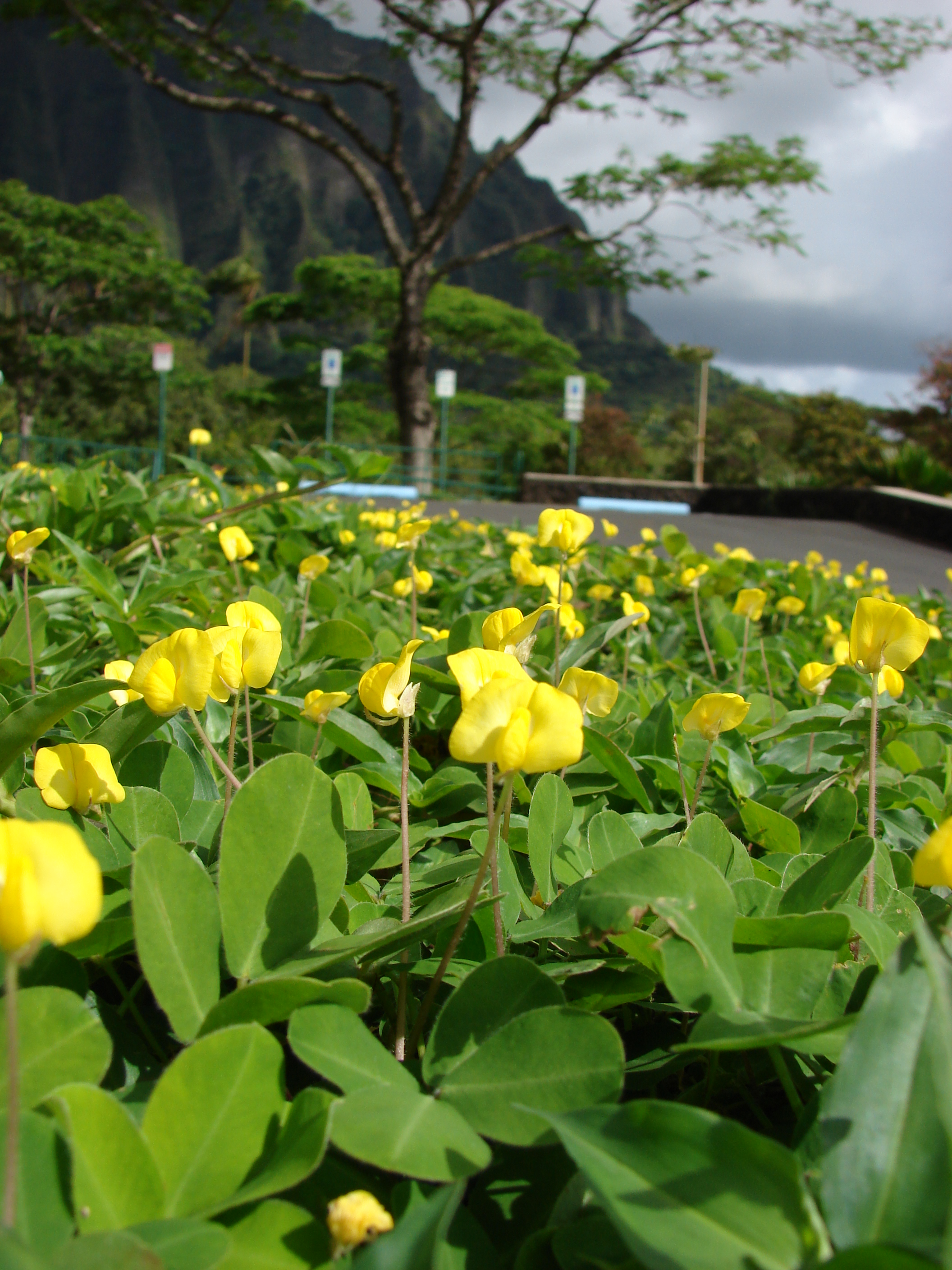
Sektion Caulorrhizae: Arachis pintoi

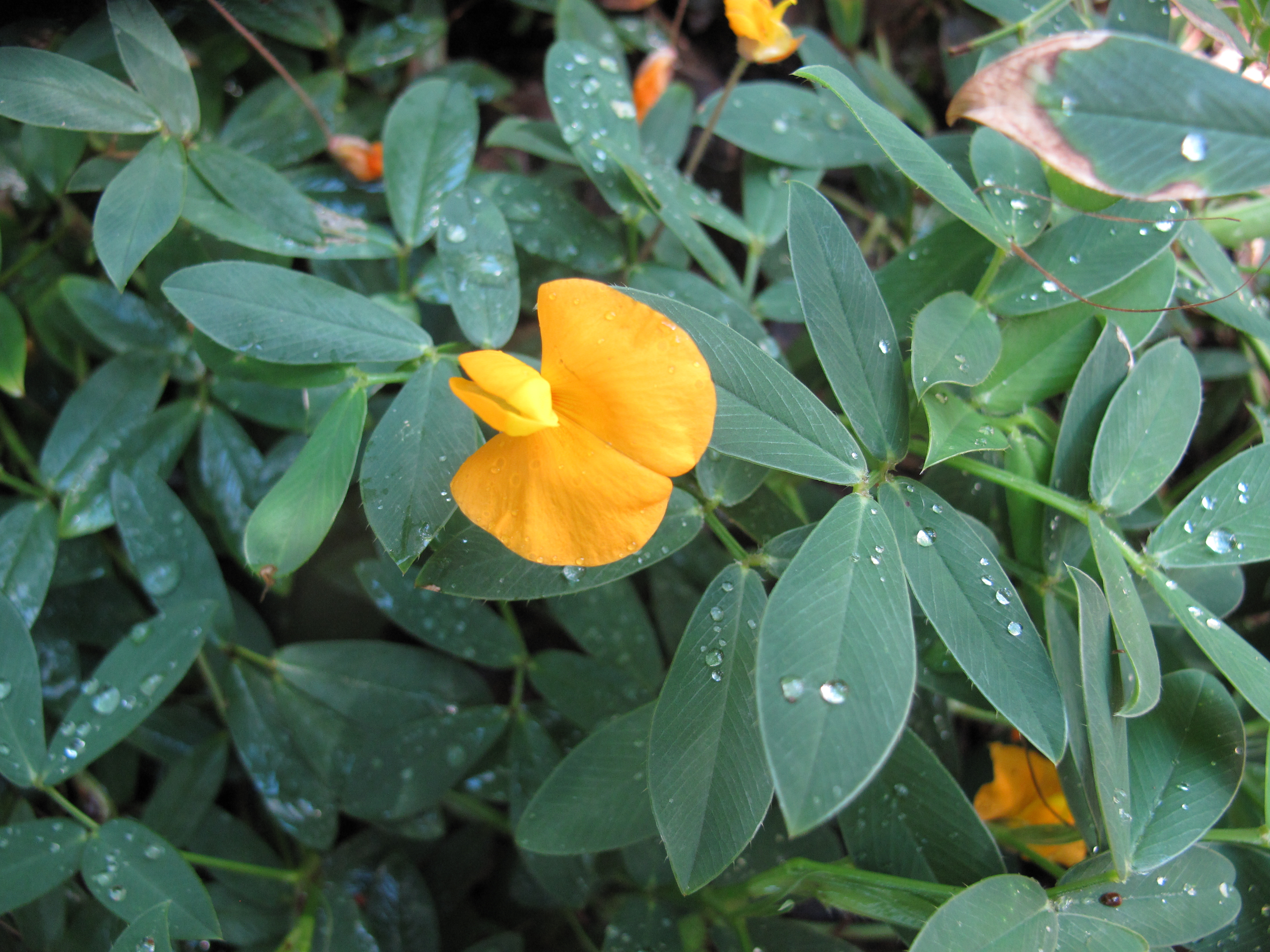
Sektion Rhizomatosae: Arachis glabrata

## Systematik
Die Erstveröffentlichung des Gattungsnamens Arachis erfolgte 1753 durch Carl von Linné mit der Typusart Arachis hypogaea L. in Species Plantarum, 2, S. 741. Bei Krapovickas & Gregory 1994 werden 69 Arten aufgelistet und bei Valls & Simpson 2005 kamen 11 Arten dazu.
Die Gattung Arachis gehört zur Tribus Dalbergieae in der Unterfamilie der Faboideae innerhalb der Familie der Fabaceae.
Die Gattung Arachis wird in neun Sektionen mit etwa 80 Arten gegliedert:
- Sektion Arachis: Es gibt etwa 31 Arten:
  - Arachis batizocoi Krapov. & W.C.Greg.: Sie kommt in Bolivien und in Paraguay vor.[2]
  - Arachis × batizogaea Krapov. & A.Fernández
  - Arachis benensis Krapov., W.C.Greg. & C.E.Simpson: Sie kommt in Bolivien vor.[2]
  - Arachis cardenasii Krapov. & W.C.Greg.: Sie kommt in Bolivien und in Paraguay vor.[2]
  - Arachis correntina (Burkart) Krapov. & W.C.Greg.: Sie kommt in Argentinien und in Paraguay vor.[2]
  - Arachis cruziana Krapov., W.C.Greg. & C.E.Simpson: Sie kommt in Bolivien vor.[2]
  - Arachis decora Krapov., W.C.Greg. & Valls: Sie kommt in Brasilien vor.[2]
  - Arachis diogoi Hoehne: Sie kommt in Brasilien, Argentinien, Paraguay und Bolivien vor.[2]
  - Arachis duranensis Krapov. & W.C.Greg.: Sie kommt in Bolivien, Argentinien und Paraguay vor.[2]
  - Arachis glandulifera Stalker: Sie kommt in Bolivien vor.[2]
  - Arachis gregoryi C.E.Simpson, Krapov. & Valls: Sie kommt in Brasilien vor.[2]
  - Arachis helodes Mart. ex Krapov. & Rigoni: Sie kommt in Brasilien vor.[2]
  - Arachis herzogii Krapov., W.C.Greg. & Valls: Sie kommt in Bolivien vor.[2]
  - Arachis hoehnei Krapov. & W.C.Greg.: Sie kommt in Brasilien vor.[2]
  - Erdnuss (Arachis hypogaea L., Syn.: Arachis hypogaea f. nambyquarae (Hoehne) F.J.Herm., Arachis hypogaea var. nambyquarae (Hoehne) Burkart, Arachis nambyquarae Hoehne, Arachis rasteiro A.Chev.): Es gibt mehrere Unterarten und Varietäten.
  - Arachis ipaensis Krapov. & W.C.Greg.: Sie kommt in Bolivien vor.[2]
  - Arachis kempff-mercadoi Krapov., W.C.Greg. & C.E.Simpson: Sie kommt in Bolivien vor.[2]
  - Arachis krapovickasii C.E.Simpson, D.E.Williams, Valls & I.G.Vargas: Sie kommt in Bolivien vor.[2]
  - Arachis kuhlmannii Krapov. & W.C.Greg.: Sie kommt in Brasilien vor.[2]
  - Arachis linearifolia Valls, Krapov. & C.E.Simpson: Sie kommt in Brasilien vor.[2]
  - Arachis magna Krapov., W.C.Greg. & C.E.Simpson: Sie kommt in Bolivien vor.[2]
  - Arachis microsperma Krapov., W.C.Greg. & Valls: Sie kommt in Brasilien vor.[2]
  - Arachis monticola Krapov. & Rigoni: Sie kommt in Argentinien vor.[2]
  - Arachis palustris Krapov., W.C.Greg. & Valls: Sie kommt in Brasilien vor.[2]
  - Arachis praecox Krapov., W.C.Greg. & Valls: Sie kommt in Brasilien vor.[2]
  - Arachis schininii Krapov., Valls & C. E.Simpson: Sie kommt in Paraguay vor.[2]
  - Arachis simpsonii Krapov. & W.C.Greg.: Sie kommt in Brasilien und Bolivien vor.[2]
  - Arachis stenosperma Krapov. & W.C.Greg.: Sie kommt in Brasilien vor.[2]
  - Arachis trinitensis Krapov. & W.C.Greg.: Sie kommt in Bolivien vor.[2]
  - Arachis valida Krapov. & W.C.Greg.: Sie kommt in Brasilien vor.[2]
  - Arachis villosa Benth.: Sie kommt in Argentinien und in Uruguay vor.[2]
  - Arachis williamsii Krapov. & W.C.Greg.: Sie kommt in Bolivien vor.[2]
- Sektion Caulorrhizae Krapov. & W.C.Greg.: Es gibt nur zwei Arten:
  - Arachis pintoi Krapov. & W.C.Greg.: Sie kommt in Brasilien vor.[2]
  - Arachis repens Handro: Sie kommt in Brasilien vor.[2]
- Sektion Erectoides Krapov. & W.C.Greg.: Es gibt etwa 14 Arten:
  - Arachis archeri Krapov. & W.C.Greg.: Sie kommt in Brasilien vor.[2]
  - Arachis benthamii Handro: Sie kommt in Brasilien vor.[2]
  - Arachis brevipetiolata Krapov. & W.C.Greg.: Sie kommt in Brasilien vor.[2]
  - Arachis cryptopotamica Krapov. & W.C.Greg.: Sie kommt in Brasilien vor.[2]
  - Arachis douradiana Krapov. & W.C.Greg.: Sie kommt in Brasilien vor.[2]
  - Arachis gracilis Krapov. & W.C.Greg.: Sie kommt in Brasilien vor.[2]
  - Arachis hatschbachii Krapov. & W.C.Greg.: Sie kommt in Brasilien vor.[2]
  - Arachis hermannii Krapov. & W.C.Greg.: Sie kommt in Brasilien vor.[2]
  - Arachis major Krapov. & W.C.Greg.: Sie kommt in Brasilien und in Paraguay vor.[2]
  - Arachis martii Handro: Sie kommt in Brasilien vor.[2]
  - Arachis oteroi Krapov. & W.C.Greg.: Sie kommt in Brasilien vor.[2]
  - Arachis paraguariensis Chodat & Hassl.: Sie kommt in Brasilien und in Paraguay vor.[2]
  - Arachis porphyrocalyx Valls & C.E.Simpson: Sie kommt in Brasilien vor.[2]
  - Arachis stenophylla Krapov. & W.C.Greg.: Sie kommt in Brasilien vor.[2]
- Sektion Extranervosae Krapov. & W.C.Greg.: Es gibt etwa zehn Arten:
  - Arachis burchellii Krapov. & W.C.Greg.: Sie kommt in Brasilien vor.[2]
  - Arachis lutescens Krapov. & Rigoni: Sie kommt in Brasilien vor.[2]
  - Arachis macedoi Krapov. & W.C.Greg.: Sie kommt in Brasilien vor.[2]
  - Arachis marginata Gardner: Sie kommt in Brasilien vor.[2]
  - Arachis pietrarellii Krapov. & W.C.Greg.: Sie kommt in Brasilien vor.[2]
  - Arachis prostrata Benth.: Sie kommt in Brasilien vor.[2]
  - Arachis retusa Krapov., W.C.Greg. & Valls: Sie kommt in Brasilien vor.[2]
  - Arachis setinervosa Krapov. & W.C.Greg.: Sie kommt in Brasilien vor.[2]
  - Arachis submarginata Valls, Krapov. & C.E.Simpson: Sie kommt in Brasilien vor.[2]
  - Arachis villosulicarpa Hoehne: Sie wird in Brasilien und in Tansania kultiviert.[2]
- Sektion Heteranthae Krapov. & W.C.Greg.: Es gibt etwa sechs Arten:
  - Arachis dardanoi Krapov. & W.C.Greg.: Sie kommt in Brasilien vor.[2]
  - Arachis giacomettii Krapov. et al.: Sie kommt in Brasilien vor.[2]
  - Arachis interrupta Valls & C.E.Simpson: Sie kommt in Brasilien vor.[2]
  - Arachis pusilla Benth.: Sie kommt in Brasilien vor.[2]
  - Arachis seridoensis Valls, C.E.Simpson, Krapov. & R.Veiga: Sie kommt in Brasilien vor.[2]
  - Arachis sylvestris (A.Chev.) A.Chev.: Sie kommt in Brasilien vor.[2]
- Sektion Procumbentes Krapov. & W.C.Greg.: Es gibt etwa zehn Arten:
  - Arachis appressipila Krapov. & W.C.Greg.: Sie kommt in Brasilien vor.[2]
  - Arachis chiquitana Krapov., W.C.Greg. & C.E.Simpson: Sie kommt in Bolivien vor.[2]
  - Arachis hassleri Krapov. et al.: Sie kommt in Paraguay vor.[2]
  - Arachis kretschmeri Krapov. & W.C.Greg.: Sie kommt in Brasilien vor.[2]
  - Arachis lignosa (Chodat & Hassl.) Krapov. & W.C.Greg.: Sie kommt in Paraguay vor.[2]
  - Arachis matiensis Krapov., W.C.Greg. & C.E.Simpson: Sie kommt in Brasilien und in Bolivien vor.[2]
  - Arachis pflugeae C.E.Simpson, Krapov. & Valls: Sie kommt in Brasilien und in Paraguay vor.[2]
  - Arachis rigonii Krapov. & W.C.Greg.: Sie kommt in Bolivien vor.[2]
  - Arachis subcoriacea Krapov. & W.C.Greg.: Sie kommt in Brasilien vor.[2]
  - Arachis vallsii Krapov. & W.C.Greg.: Sie kommt in Brasilien vor.[2]
- Sektion Rhizomatosae Krapov. & W.C.Greg.: Es gibt zwei Serien:
  - Serie Prorhizomatosae Krapov. & W.C.Greg.: Es gibt nur eine Art:
    - Arachis burkartii Handro: Sie kommt in Brasilien, Argentinien und Uruguay vor.[2]

  - Serie Rhizomatosae: Mit nur zwei Arten:
    - Arachis glabrata Benth.: Sie kommt in Brasilien, Argentinien und Paraguay vor.[2]
    - Arachis pseudovillosa (Chodat & Hassl.) Krapov. & W.C.Greg.: Sie kommt in Brasilien und in Paraguay vor.[2]
- Sektion Trierectoides Krapov. & W.C.Greg.: Es gibt nur zwei Arten:
  - Arachis guaranitica Chodat & Hassl.: Sie kommt in Brasilien und in Paraguay vor.[2]
  - Arachis tuberosa Benth.: Sie kommt in Brasilien vor.[2]
- Sektion Triseminatae Krapov. & W.C.Greg.: Es gibt nur eine Art:
  - Arachis triseminata Krapov. & W.C.Greg.: Sie kommt in Brasilien vor.[2]

## Nutzung

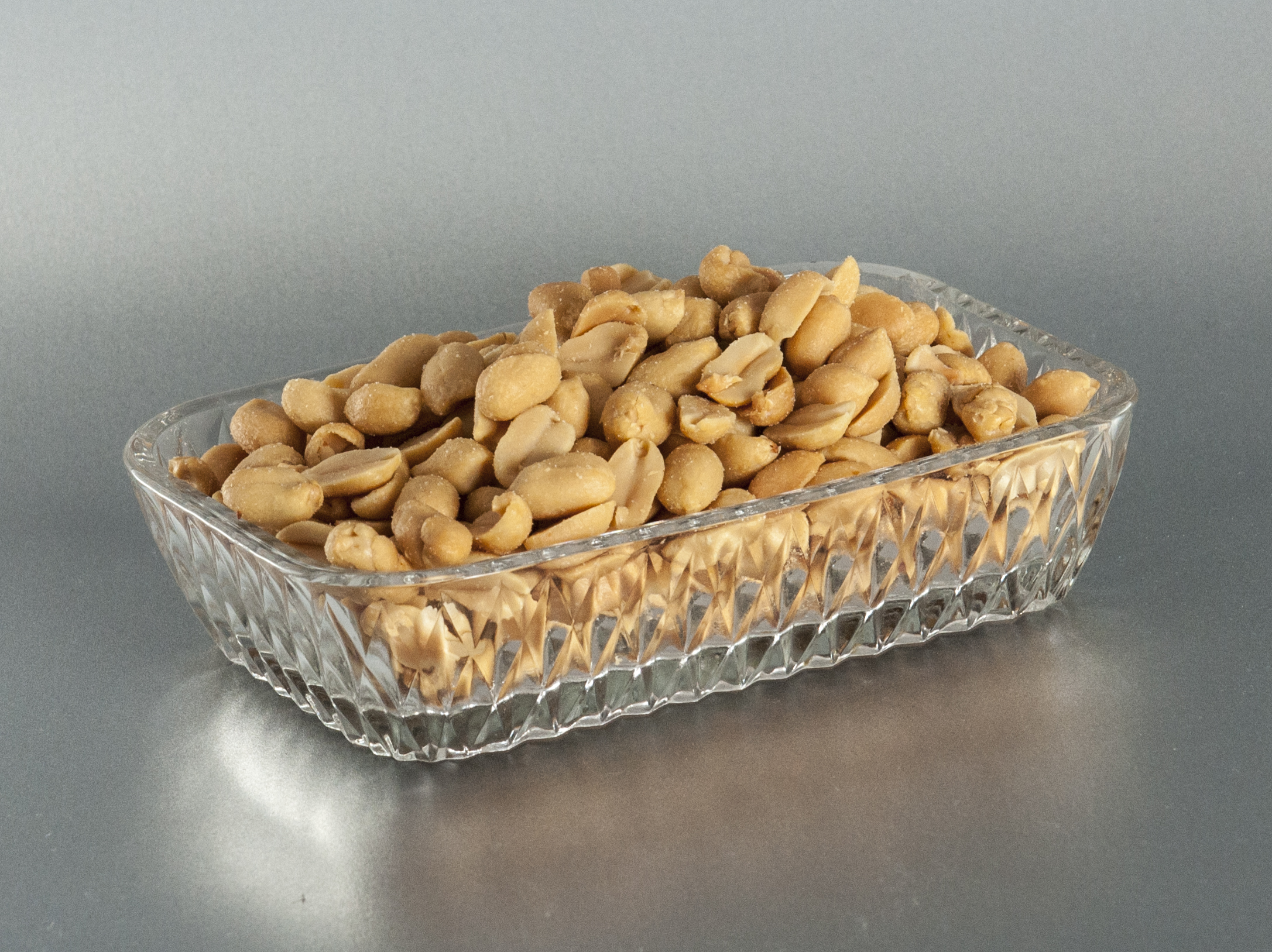
Erdnüsse als Snack

Neben der bekannten Art Erdnuss (Arachis hypogaea) werden auch wenige andere Arten angebaut, beispielsweise Arachis pintoi, Arachis glabrata und Arachis sylvestris. An den kultivierten Formen der Erdnuss (Arachis hypogaea) sind mehrere Arten beteiligt. Aus den Samen wird Speiseöl sowie Erdnussbutter produziert und Bestandteile sind heute in vielen Produkten der Lebensmittelindustrie enthalten. Die Samen („Erdnusskerne“) werden geröstet gegessen.

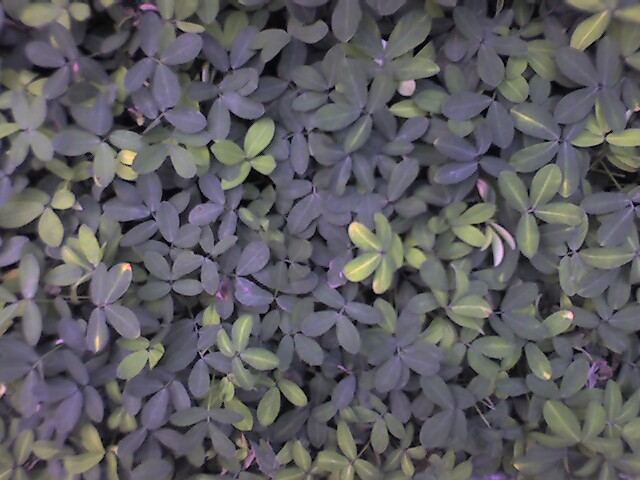
Laubblätter von Arachis repens

Arachis repens wird auch als Zierpflanze verwendet.